# The Pied Piper (film, 1942)
Cet article concerne le film d'Irving Pichel. Pour le film de Wilfred Jackson, voir The Pied Piper.
Pour plus de détails, voir Fiche technique et Distribution.
Pour les articles homonymes, voir Le Joueur de flûte.
The Pied Piper est un film américain réalisé par Irving Pichel, sorti en 1942.

## Synopsis
Un jour de juin 1940, Mr John Sidney Howard, un gentleman anglais en vacances dans une pension du sud de la France, apprend, par la radio, que les troupes d'invasion allemandes en France sont en train de réussir à refouler l'armée française et le corps expéditionnaire britannique. 
Il décide alors de retourner en Angleterre, mais Mme Cavanaugh également résidente de la pension avec son mari  - un fonctionnaire de la SDN qui doit retourner à Zurich - le supplie d'emmener ses enfants Ronnie (Roddy McDowall) et Sheila avec lui. D'abord réticent, il finit par accepter. 
Ils partent donc en train pour Paris, mais doivent descendre à Joigny, les communications étant coupėes. Ils décident de prendre le bus pour Chartres mais au moment du départ la petite Rose Jenois - que sa tante Hélène a accompagnée à la gare des bus pour tenter de la faire rallier Londres où son père est serveur dans un hôtel - se joint à eux.
Alors que le bus est arrêté pour une crevaison, les passagers sont priés de descendre, la route est alors mitraillée par des avions allemands. Leur bus détruit, le groupe continue à pied et va passer la nuit dans une grange lorsqu'un autre enfant, Pierre, qui a perdu ses parents dans le mitraillage, les rejoint.
Arrivės à Chartres, Mr Howard décide de rendre visite à des amis, les Rougeron. On y apprend que Nicole Rougeron (Anne Baxter), la fille, était fiancée au fils de Mr Howard un pilote de bombardier de la RAF mort au combat. Le petit Willem, un enfant néerlandais, perdu lui aussi, vient encore grossir le groupe.
Ils prennent à nouveau le train pour rejoindre l'oncle de Nicole à Landerneau. Ce dernier après quelques hésitations se résout à organiser la traversée de la Manche sur le bateau de Focquet (Marcel Dalio), un pêcheur. Mais au moment d'appareiller, ils sont arrêtés par une patrouille et amenés chez le major SS Diessen (Otto Preminger). Diessen est persuadé que Howard est un espion au service de sa Majesté. Après s'être longuement entretenu avec Howard, le major se convainc qu'il n'est pas un espion et laisse repartir tout le groupe afin de lui permettre d'emmener aussi sa petite nièce de sept ans à moitié juive qui devra rejoindre son oncle aux États-Unis. 
De retour à Londres, Mr Howard se rend comme de coutume à son Gentlemen's club. Alors que le quartier est bombardé, les membres présents continuent de façon imperturbable à lire leur journal. A la question si son retour de France n'a pas été très mouvementé, il répond de façon flegmatique : "non pas vraiment".

## Fiche technique
- Titre : The Pied Piper
- Réalisation : Irving Pichel
- Scénario : Nunnally Johnson d'après le livre de Nevil Shute
- Production : Nunnally Johnson
- Société de production : Twentieth Century Fox
- Musique : Alfred Newman
- Photographie : Edward Cronjager
- Montage : Allen McNeil
- Pays d'origine :  États-Unis
- Format : Noir et blanc - 1,37:1 - Mono
- Genre : Drame
- Durée : 87 minutes
- Date de sortie : 1942

## Distribution
- Monty Woolley : John Sidney Howard
- Roddy McDowall : Ronnie Cavanaugh
- Peggy Ann Garner : Sheila Cavanaugh
- Anne Baxter : Nicole Rougeron
- J. Carrol Naish : Aristide Rougeron
- Odette Myrtil : Mme Rougeron
- Otto Preminger : Major Diessen
- Helmut Dantine : Aide de camp de Diessen
- Lester Matthews : M. Cavanaugh
- Jill Esmond : Mme Cavanaugh
- Marcel Dalio : Focquet
- Marcelle Corday : Mme Bonne
- William Edmunds : un français

## Récompenses

### Oscars
Nomination aux Oscars pour Monty Woolley, dans la catégorie "meilleur acteur" et nomination dans les catégories "meilleur film" et "meilleure photographie" pour 1943.

### NBR Awards
Monty Woolley est lauréat dans la catégorie "meilleur acteur", 1942. Le film est primé dans la catégorie "Top Ten Films" pour 1942.